# Грб Сијера Леонеа
Грб Сијера Леонеа је званични хералдички симбол афричке државе Републике Сијера Леонеа. Грб је усвојен 1. децембра 1960. након стицања независности од Велике Британије.

## Опис
Грб се састоји од штита који придржавају два лава и палме. У централном делу грба налази се лав на косо испресецаном зеленом пољу, које је симбол Лављих планина, по којима је држава и добила име. На белом пољу стоје три бакље које су симбол мира и достојанства. На доњем делу грба налазе се по две плаве и сребрне таласасте траке. Плаве траке су симбол луке и главног града Фритаун, а беле представљају јединство и правду.
Лавови и палме држачи штита стоје на зеленој плочи испред које се протеже трака са државним геслом „јединство, слобода, правда“.